# Żegrzynka

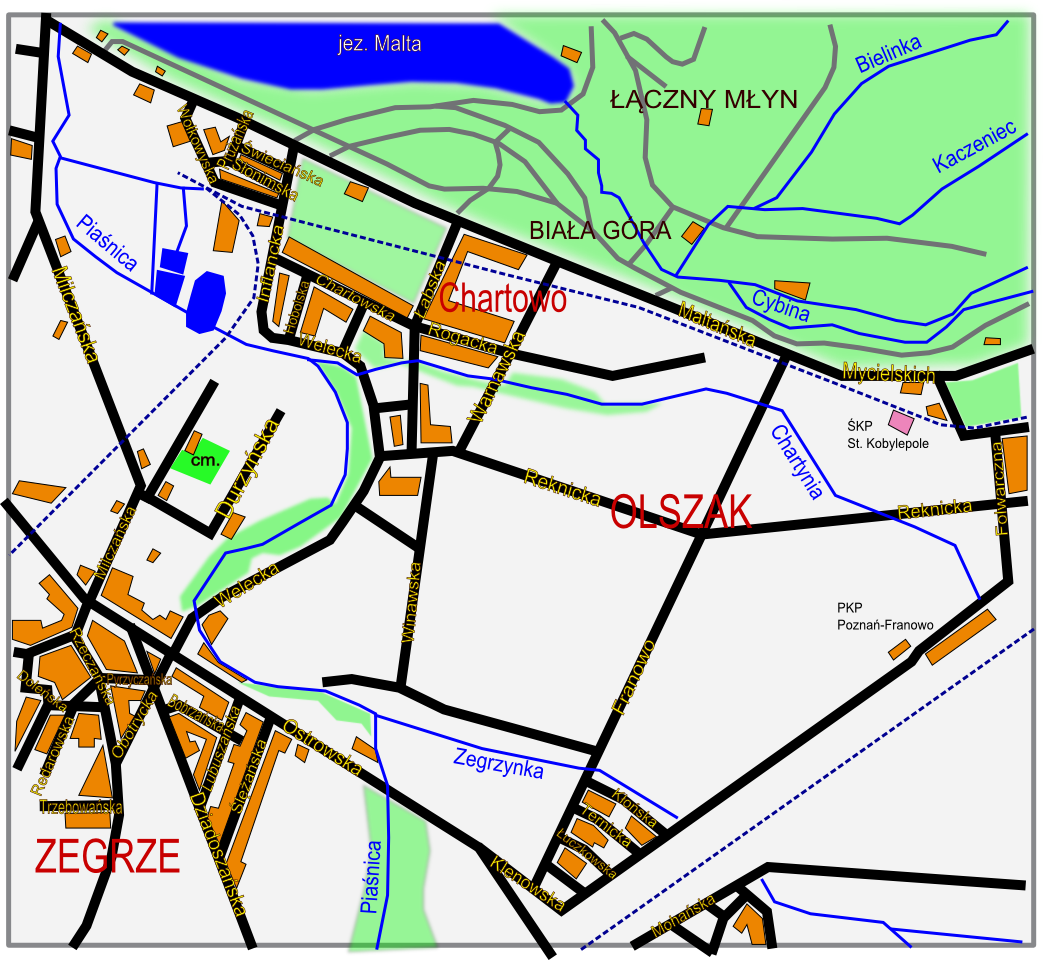
Żegrzynka (Zegrzynka) na mapie z 1948

Żegrzynka (także: Zegrzynka) – niewielki ciek zlokalizowany w całości w Poznaniu na Chartowie, obecnie jako kanał deszczowy Poznańskiego Systemu Kanalizacyjnego.
Źródła Żegrzynki znajdują się na Franowie, w rejonie ulic Kłońskiej i Folwarcznej. Przepływa wzdłuż ulicy Kłońskiej aż do innego cieku - Piaśnicy w okolicy III ramy komunikacyjnej (ul. Szwedzka).
Nazwa pochodzi od nazwy części miasta sąsiadującej z przebiegiem cieku - Żegrze (dawniej także: Zegrze).